# ブルースタジオ
ブルースタジオは、日本の一級建築設計事務所。1998年に大地山博がデザイン会社として創設。大島芳彦、石井健の3名が中心となり、「物件を物語へ」リデザインする会社として2000年一級建築士事務所登録。リノベーション事業を始動した。

## おもな人物
- 大地山博（おおちやま・ひろし、1969年-　）
鹿児島県生まれ。1993年武蔵野美術大学造形学部建築学科卒業。1995年株式会社INTEC CG。1997年ブルースタジオ創業。1998年株式会社ブルースタジオ法人設立・ブルースタジオ代表取締役社長。
- 大島芳彦（おおしま・よしひこ、1970年-　）
東京都生まれ。1993年武蔵野美術大学造形学部建築学科卒業。1996年The Bartlett, University College London（英国）。1994から97年　Southern California Institute of Architecture（米国）。1997から2000年石本建築事務所。 2000年よりブルースタジオ専務取締役　クリエイティブディレクター。   武蔵野美術大学造形学部建築学科　客員教授  大阪工業大学工学部建築学科　客員教授   一般社団法人リノベーション協議会　理事　副会長
- 石井健（いしい・たけし、1969年-　）
福岡県生まれ。1992年武蔵野美術大学造形学部建築学科卒業。1992から2001年T.I.S. & PARTNERS。2001年からブルースタジオ執行役員。

## おもな作品
ホシノタニ団地　morineki　hocco　青豆ハウス　ロカド香久山

## テレビ番組
- プロフェッショナル仕事の流儀　第313回「建物を変える、街が変わる」　建築家・大島芳彦　（2017年1月16日、NHK)[6]
- 日経スペシャル カンブリア宮殿 築40年の木造長屋が大人気住宅に！ "家賃を倍"にする不動産再生集団！（2012年11月1日、テレビ東京）[7]

## 受賞
【2024年】「morineki」2024年日本建築学会賞（業績）／「はちくりはうす」2024年度グッドデザイン　金賞　経済産業大臣賞受賞
【2023年】「hocco」第1回 地域価値を共創する不動産業アワード イノベーション部門 優秀賞
【2022年】「morineki」令和4年度都市景観大賞都市空間部門大賞（国土交通大臣賞）／「hocco」2022年度グッドデザイン賞　特別賞　グッドデザイン・ベスト100
【2021年】「ロカド香久山」第42回東北建築賞　作品賞
【2019年】第14回日本ファシリティマネジメント大賞（JFMA賞）功績賞　ブルースタジオ20年間の実践と書籍「なぜ僕らは今、リノベーションを考えるのか」
【2018年】「喫茶ランドリー」2018年度グッドデザイン賞　特別賞　グッドデザイン・ベスト100
【2016年】「ホシノタニ団地」2016年度グッドデザイン金賞・大賞ファイナリスト・経済産業大臣賞受賞

## 書籍

### 関連書籍
- 『リノベーション物件に住もう！ 「超」中古主義のすすめ』（編者:ブルースタジオ）（2003年11月20日、河出書房新社）ISBN 9784309267043
- 『リノベーションプラス 拡張する建築家の職能』（監修:松村秀一 馬場正尊 大島芳彦）（2016年9月1日、ユウブックス）ISBN 9784908837012
- 『なぜ僕らは今、リノベーションを考えるのか』（著者):大島芳彦 ブルースタジオ）（2019年8月10日、学芸出版社）ISBN 9784761526801